# (13801) Kohlhase
(13801) Kohlhase (1998 VP44) – planetoida z pasa głównego asteroid okrążająca Słońce w ciągu 4,57 lat w średniej odległości 2,75 j.a. Odkryta 11 listopada 1998 roku.